# شاشات الرمل (فلم)
شاشات الرمل (بالفرنسية: Écrans de sable) فيلم دراما إيطالي فرنسي تونسي للمخرجة اللبنانية رندة الشهال صباغ عام 1991، الفيلم هو أول أفلام صباغ الروائية الطويلة  وقد قامت بكتابة القصة والسيناريو والحوار. الفيلم يضم أبطال فرنسيين وتونسيين على رأسهم ماريا شنيدر، ميشيل ألبرتينى، تامين قصدى شهال، وساندرين دوماس. تدور أحداث الفيلم حول ثلاث شخصيات لبنانية تقيم في أحد بلدان الخليج العربي  في الزمن الحاضر: سارة، الثرية ومريم التي تحصر اهتمامها بعملها في مكتبة إحدى الجامعات. وطلال الذي يحاضر في الجامعة نفسها.
شارك فيلم «شاشات الرمل» في مهرجان البندقية السينمائي الدولي عام 1991.
صدر الفيلم إلى دور العرض الإيطالية في 8 سبتمبر 1991.
وصدر إلى دور العرض الفرنسية في 19 فبراير 1992.
منح موقع قاعدة بيانات الأفلام على الإنترنت (IMDB) الفيلم درجة 7.5/ 10.
منح موقع قاعدة بيانات الأفلام العربية «السينما.كوم» الفيلم درجة 5.3/ 10.

## طاقم التمثيل
ماريا شنايدر: في دور سارة
ميشيل ألبرتيني: في دور طلال
تامين قصدي شهال: في دور جورج
ساندرين دوماس: في دور دلال
لوري كيلنج: في دور مريم
رؤوف بن عمر: في دور زعيم الأتباع
حمدي دوكر: في دور السائق
الهادي السملالي: في دور مدير الفندق
ريم تركي: في دور موظفة البنك
بالاشتراك مع: الهادي السحلاوي 

## ملخص أحداث الفيلم
تقع المدينة وسط الصحراء، وهي مدينة في بلد من بلاد الخليج العربي، المدينة غارقة في ثرائها إلى حد الموت، والنساء فيها محجبات بشكل مضاعف والحريات أكثر تهديدًا. سارة (ماريا شنايدر) هي امرأة ولدت بعد طفرة النفط وهي ثرية جدا، وهي جزء من هذا الجيل الذي يعتقد أنه بإمكانه الحصول على كل شيء من خلال قوة المال وفي نفس الوقت يرى أن أقل رغباته مكبوتة ولا يمكنه الاعتراض. القوانين صارمة في هذه المدينة. أن سارة منزعجة من فراغ حياتها، ومنزعجة من جمالها ولكن إرادتها تدفع كل شيء إلى أقصى حدوده. تعيش سارة بين قصرها الفاخر وسيارتها الليموزين التي يقودها سائقها وحارسها الخاص اللبناني جورج (تامين قصدي شهال). تتجول ساره في سيارتها وهي تقتل الوقت على الهاتف تحادث الغرباء الذين تستفزهم. تحاول ساره التسلية وقتل الفراغ، فتعمد إلى الارتباط بامرأة لبنانية تدعى مريم (لوري كيلنج) جاءت لإعداد مكتبة جامعة للنساء فقط، وتقع في حب طلال (ميشيل ألبرتيني) الأستاذ اللبناني.
يزداد التوتر تدريجيًا في هذه الصحراء، يأس تتخلله لحظات قصيرة من السعادة والضحك والشهوانية... حتى يصل كل شيء إلى ذروته.

## استقبال الفيلم
تعجب الناقد السينمائي ومدير المصنفات الفنية المصرية السابق مصطفى درويش من عدم عرض هذا الفيلم في مصر قائلاً: «أما» شاشات الرمل«رائعة المخرجة اللبنانية» رنده الشهال«، فحدث ولا حرج عن منعها باعتبارها من المحرمات، فهي أصلاً لم يسمح لها باجتياز عتبات ديار مصر، وبالتالي ففرصة مشاهدتها والاستمتاع بها لم تتح لي إلا بفضل شريط فيديو، ذلك الاختراع اللعين الذي فتح في الأسوار نوافذ نطل منه على بساتين الفن السابع رغم أنف سيف الرقباء.»
كتب ربيع إسماعيل على موقع صحيفة الوسط في 13 سبتمبر 2003: «لم تبد أية موهبة حقيقية في أي من أفلامها الروائية الثلاثة التي سبق ان حققتها، من» شاشات الرمل«إلى» الطائرة" إلى "متحضرات". صحيح ان كلا من هذه الافلام حمل طموحاته ومزاياه، إضافة إلى التعبير عن رغبة مخرجته في ان تحقق سينما جادة وهادفة... ولكن، كان من الواضح ان اهتمام رندا الشهال بالاستفزاز، شكلا وموضوعا، ورغبتها الدائمة في اثارة اهتمام الجمهور الغربي بدلا من مخاطبة كل جمهور، في وهم غلب عليها، وفحواه ان طريق العالمية يمر عبر سينما الفضيحة والاستفزاز... كل هذا منع المخرجة من ان تستغل، بشكل فعال، موهبة كامنة لديها ومعرفة جيدة بفن السينما ولغتها."

## روابط خارجية
- مقالات تستعمل روابط فنية بلا صلة مع ويكي بيانات

https://elcinema.com/work/1004537 شاشات الرمل (فيلم)
https://mubi.com/films/sand-screens شاشات الرمل (فيلم)
https://www.imdb.com/title/tt0105918/ شاشات الرمل (فيلم)
https://www.filmaffinity.com/uk/film311399.html شاشات الرمل (فيلم)
https://www2.bfi.org.uk/films-tv-people/4ce2b7b30d045 شاشات الرمل (فيلم)
https://www.albayan.ae/across-the-uae/2008-08-27-1.669644 شاشات الرمل (فيلم)
https://karohat.com/Title/e7b0144e-b8e1-4f96-b708-55deff5df6a0 شاشات الرمل (فيلم)
https://www.filmweb.pl/film/%C3%89crans+de+sable-1991-174019 شاشات الرمل (فيلم)